# Валя-Стиней (Бузеу)
Валя-Стиней (рум. Valea Stânei) — село у повіті Бузеу в Румунії. Входить до складу комуни Серулешть.
Село розташоване на відстані 127 км на північний схід від Бухареста, 36 км на північ від Бузеу, 97 км на захід від Галаца, 93 км на схід від Брашова.

## Населення
За даними перепису населення 2002 року у селі проживали 193 особи, усі — румуни. Усі жителі села рідною мовою назвали румунську.